# Среднетойменское сельское поселение
Среднето́йменское се́льское поселе́ние — муниципальное образование в составе Вятскополянского района Кировской области России.
Центр — деревня Средняя Тойма.

## История
Среднетойменское сельское поселение образовано 1 января 2006 года согласно Закону Кировской области от 07.12.2004 № 284-ЗО.

## Население
| 2010  | 2012  | 2013  | 2014  | 2015  | 2016  | 2017  |
| ----- | ----- | ----- | ----- | ----- | ----- | ----- |
| 1799  | ↘1762 | ↗1780 | ↗1812 | ↘1783 | ↗1786 | ↗1794 |
| 2018  | 2019  | 2020  | 2021  |       |       |       |
| ↘1758 | ↘1744 | ↘1698 | ↗1914 |       |       |       |

## Состав
В состав поселения входят 3 населённых пункта (население, 2010):
- деревня Средняя Тойма — 494 чел.;
- деревня Верхняя Тойма — 200 чел.;
- деревня Нижняя Тойма — 1105 чел.